# Kleinkastell Henchir Mgarine

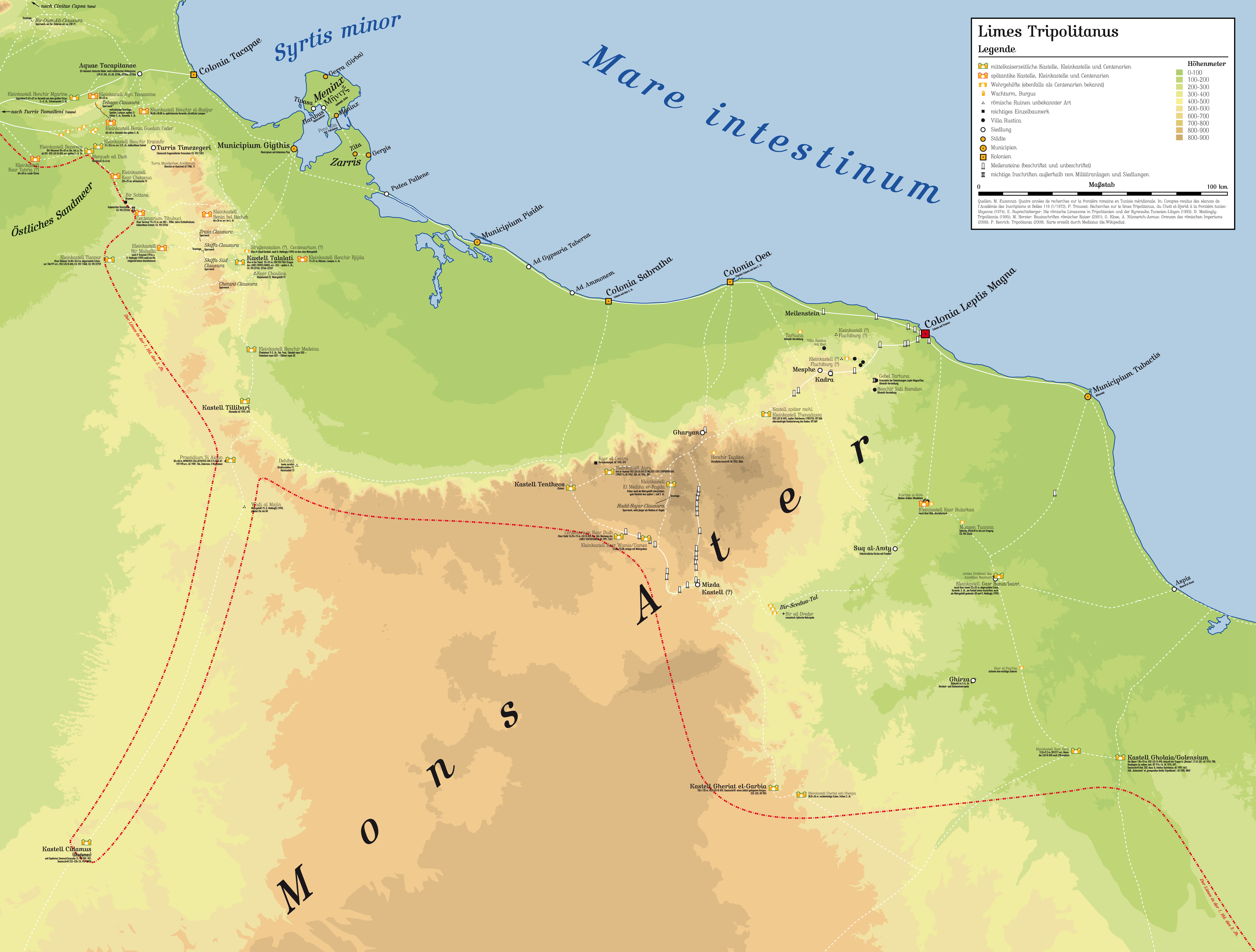
Das Kleinkastell (links oben) im Verbund des Limes Tripolitanus

Das Kleinkastell Henchir Mgarine ist ein ehemaliges römisches Militärlager des Prinzipats, dessen Besatzung für rückwärtige Sicherungs- und Überwachungsaufgaben am Limes Tripolitanus in der Provinz Africa proconsularis, später Tripolitania, zuständig war. Der Limes bestand hier aus einem tiefgestaffelten System von Kastellen und Militärposten. Die kleine Anlage befindet sich nahe der aus Gabès kommenden Regionalstraße P16 zwischen El Hamma und Kebili im Schott Fedjedj am nördlichen Rand des Djebel Tebaga in Südtunesien, Gouvernement Gabès.

## Lage und Forschungsgeschichte
Die Anlage wurde vor dem nördlichen Rand einer großen, west-östlich ausgedehnten Senke errichtet, die von einem Sedimentbecken mit Salzsee dominiert wird. Im Süden erhebt sich die halbmondförmige, von Nordosten nach Südwesten gestreckte Antiklinale des Djebel Tebaga. Die steil zum Schott Fedjedj abfallenden Höhenzüge des Tebaga bilden eine natürliche Barriere. Für die mit der römischen Grenzsicherung betrauten Strategen ergab sich damit die Situation, südlich und nördlich der Bergformation geeignete Sperrsysteme aufzubauen, um feindlichen Übergriffen auf das wirtschaftlich bedeutende küstennahe Reichsgebiet aufzubauen. Gleichzeitig sollten wirksame Kontrollen für den legalen und illegalen Handel zuständig werden. Südlich des Djebel Tebaga wurde mit der Tebaga-Clausura ein aufwendiges Sperrwerk aus Mauern, Türmen und Wällen errichtet, von dessen Endpunkt über den Klippen des Höhenzuges aus das gesamte Schott sowie die Kleinkastelle Henchir Temassine und Henchir Mgarine eingesehen werden konnten. Die am Südrand des Schotts errichteten Kastelle lagen an einer wichtigen west-östlich verlaufenden Trasse, die von Turris Tamalleni (Telmine) kommend über Aquae Tacapitanae (El Hamma) zum Hafen des Handelszentrums Colonia Tacapae (Gabès) führte. Eine unmittelbare Sicherung des Salzsees sah man als nicht notwendig an, da dort alle Bewegungen von weither einzusehen waren. Daher wurden nur die südlich und nördlich vorbeiführenden Straßen mit Kleinkastellen und kleineren Sperrwerken gesichert.
Luftaufnahmen lassen das Kleinkastell ebenso erkennen wie Feldbegehungen. Vor dem Kurzbericht durch den französischen Archäologen Pol Trousset im Jahr 1974 war nur der zentrale Mittelbau beschrieben worden. Auch der britische Archäologe David J. Mattingly hat zehn Jahre später lediglich kleine Ergänzungen zu Troussets Bericht beigetragen. Zur Datierung der Keramik führte Mattingly Begehungen des Geländes durch.

## Name
Das Itinerarium Antonini, ein aus dem 3. Jahrhundert stammendes Verzeichnis der wichtigsten römischen Reichsstraßen, könnte einen Hinweis auf den Namen des Garnisonsorts geben. Dort wird eine Station namens Agarlabas beziehungsweise Agarlavas genannt, die der Beschreibung nach hierher verortet werden könnte. Es werden aber auch andere Standorte für diesen Namen gemutmaßt.

## Baugeschichte
Die quadratische, rund 67 × 67 Meter (= 0,45 Hektar) große Fortifikation aus Sandstein besitzt eine rund 1,40 Meter breite Umfassungsmauer und liegt erhöht auf einem rund drei Meter hohen Hügel. Die vier Ecken der Anlage sind abgerundet, ohne dass sich Reste von Ecktürmen nachweisen lassen. Nach dem oberflächlich erkundeten Befund wird der einzige Eingang zum Kleinkastell mittig an der Südostmauer angenommen. Innerhalb des Mauerrings lässt sich ein zentrales, aus Opus africanum errichtetes Gebäude feststellen, das relativ gut erhalten ist. Trotzdem muss festgehalten werden, dass der Fundplatz bei Untersuchungen im späten 20. Jahrhundert insbesondere beim kleineren Steinmaterial schon unter schwerem Steinraub gelitten hatte. Nach einem von 1968 bis 1970 durchgeführten französisch-tunesischen Projekt zur Erforschung des südtunesischen Abschnitts des Limes Tripolitanus wies Trousset 1974 innerhalb des Kleinkastells auf eine Mauer hin, die parallel zur nordwestlichen Umwehrung in einem Abstand von rund sieben Metern verlief. Im Jahr 1982 konnte Mattingly im gleichen Abstand ähnliche Mauerreste entlang der südwestlichen und südöstlichen Umfassungsmauer beobachten. Mattingly nahm an, dass es sich bei Henchir Mgarine um eine vergrößerte Ausführung des Baumusters Tisavar handeln könnte. Somit wären um einen freistehenden Zentralbau entlang der Umfassungsmauer einheitliche Stuben für Mannschaften sowie Wirtschafts- und Diensträume angebaut worden.

## Datierung
Die Garnison besaß ein ausgedehntes Lagerdorf (Vicus) mit Töpferei. Nach Feldbegehungen ließ sich nachweisen, dass sich die Keramik schwerpunktmäßig dem 3. Jahrhundert zuordnen ließ. Bei dieser Bewertung dürfen jedoch die dem zweiten und fünften Jahrhundert zugehörigen Gefäßformen nicht außer Acht gelassen werden. Möglicherweise nimmt die Datierung der Zivilsiedlung einen größeren Zeitraum ein als der militärische Standort.